# Csobán
A Csobán férfinév régi magyar személynév, a régi Csabán név változata, ami valószínűleg török eredetű méltóságnév volt. Összefügg az oszmán-törökből illetve a románból átvett csobán szóval is, aminek a jelentése pásztor. Női párja a Csobánka.

## Gyakorisága
Az 1990-es években szórványos név, a 2000-es években nem szerepel a 100 leggyakoribb férfinév között.

## Névnapok
- augusztus 6.[2]
- szeptember 3.[2]
- szeptember 8.[2]